# Pukiš (Federacja Bośni i Hercegowiny)
Pukiš – wieś w Bośni i Hercegowinie, w Federacji Bośni i Hercegowiny, w kantonie tuzlańskim, w gminie Čelić. W 2013 roku pozostawała niezamieszkana.